# 인도네시아계피나무
인도네시아계피나무(Indonesia桂皮--, 학명: Cinnamomum burmanni 킨나모뭄 부르만니[*])는 녹나무과의 나무이다.

## 분포
남중국과 동남아시아, 남아시아에 분포한다.

## 사진

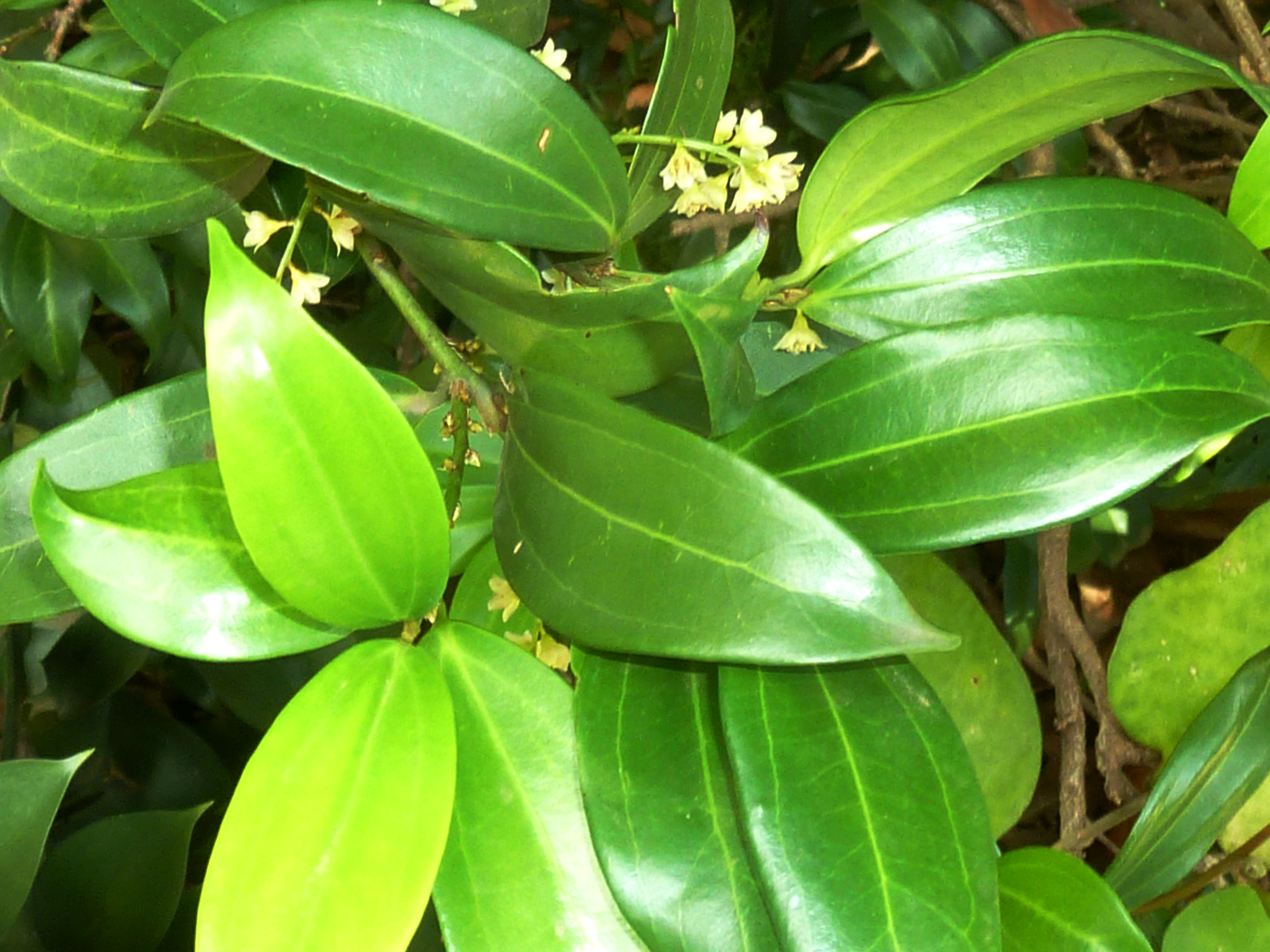
잎
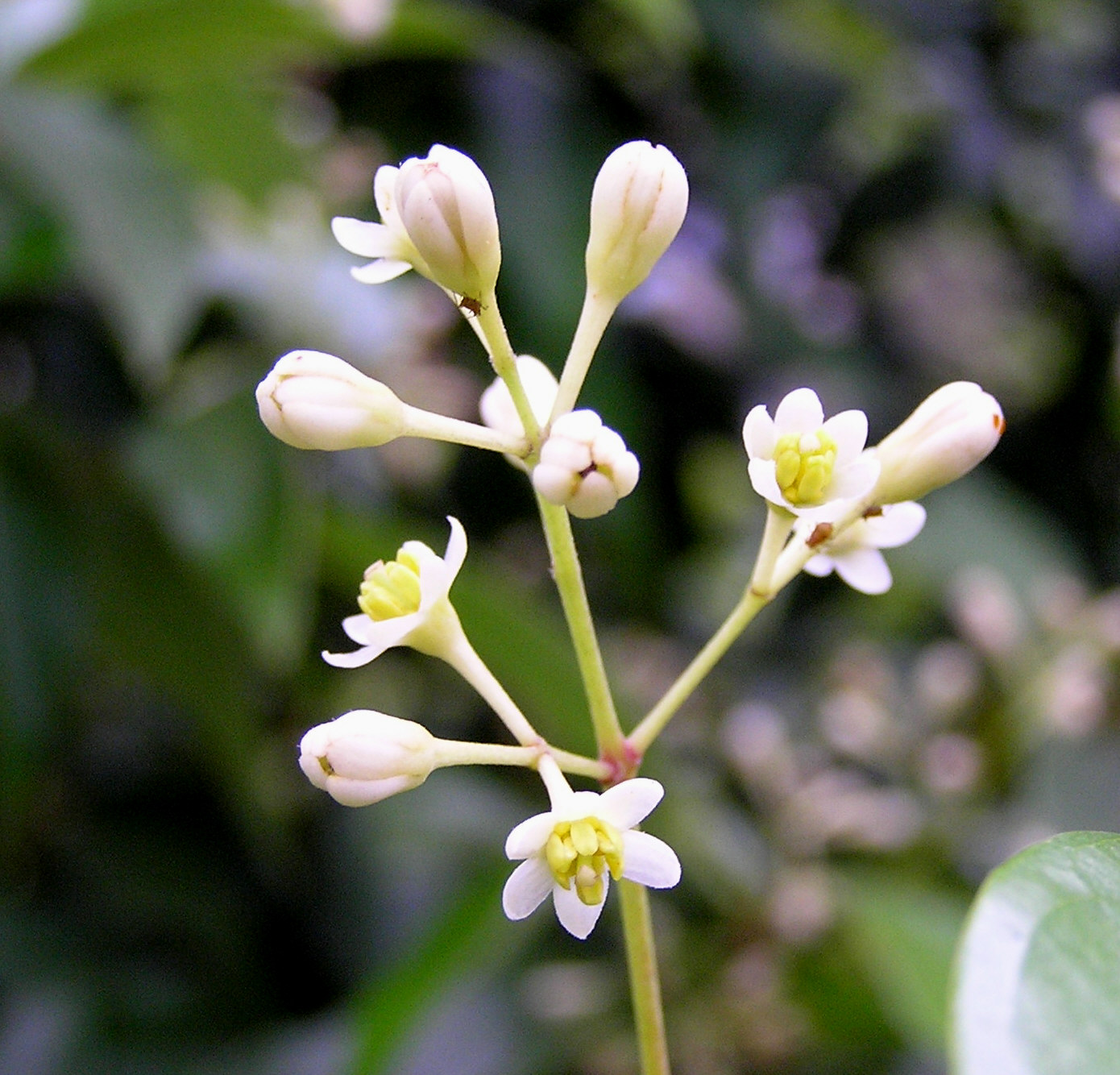
꽃
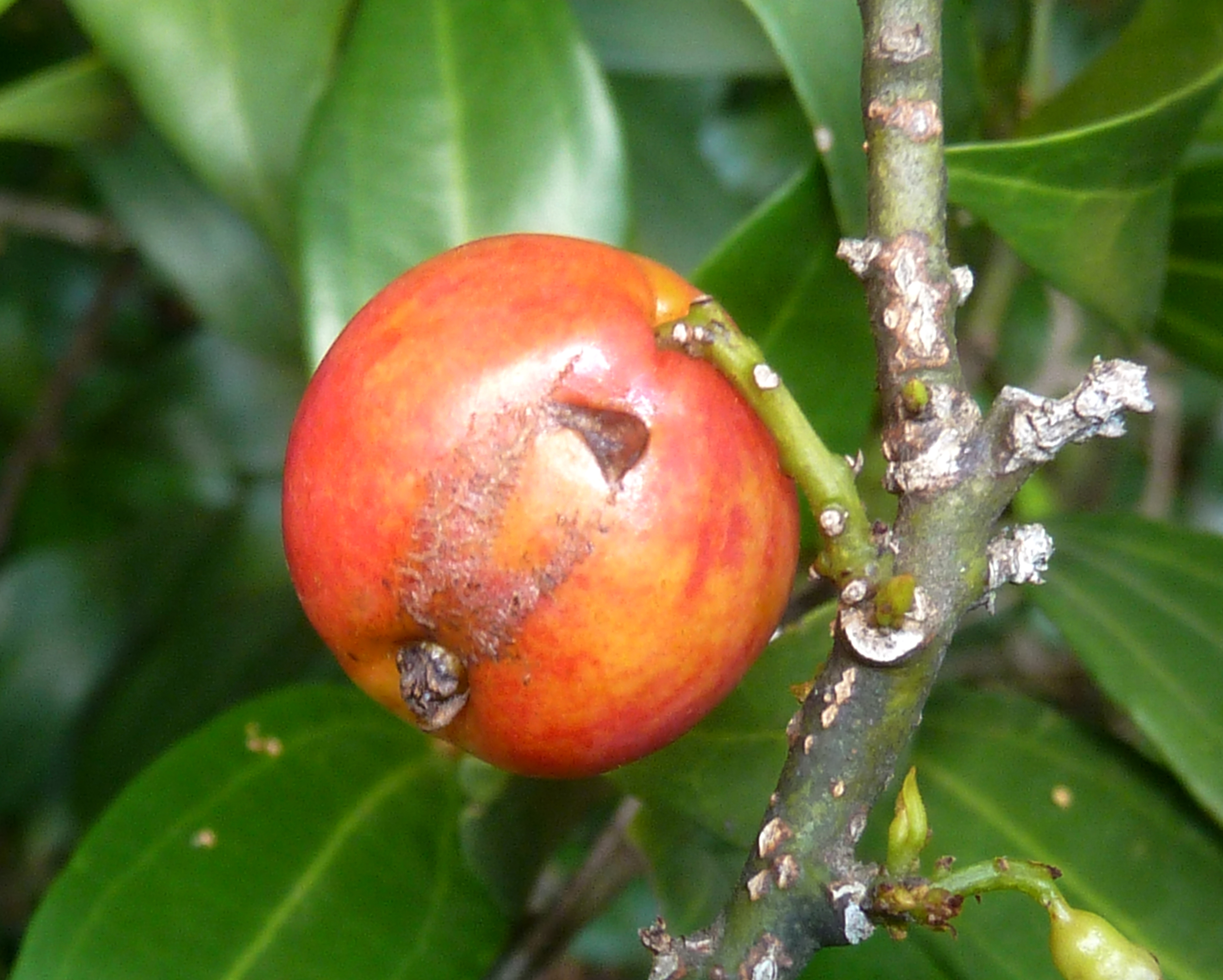
열매
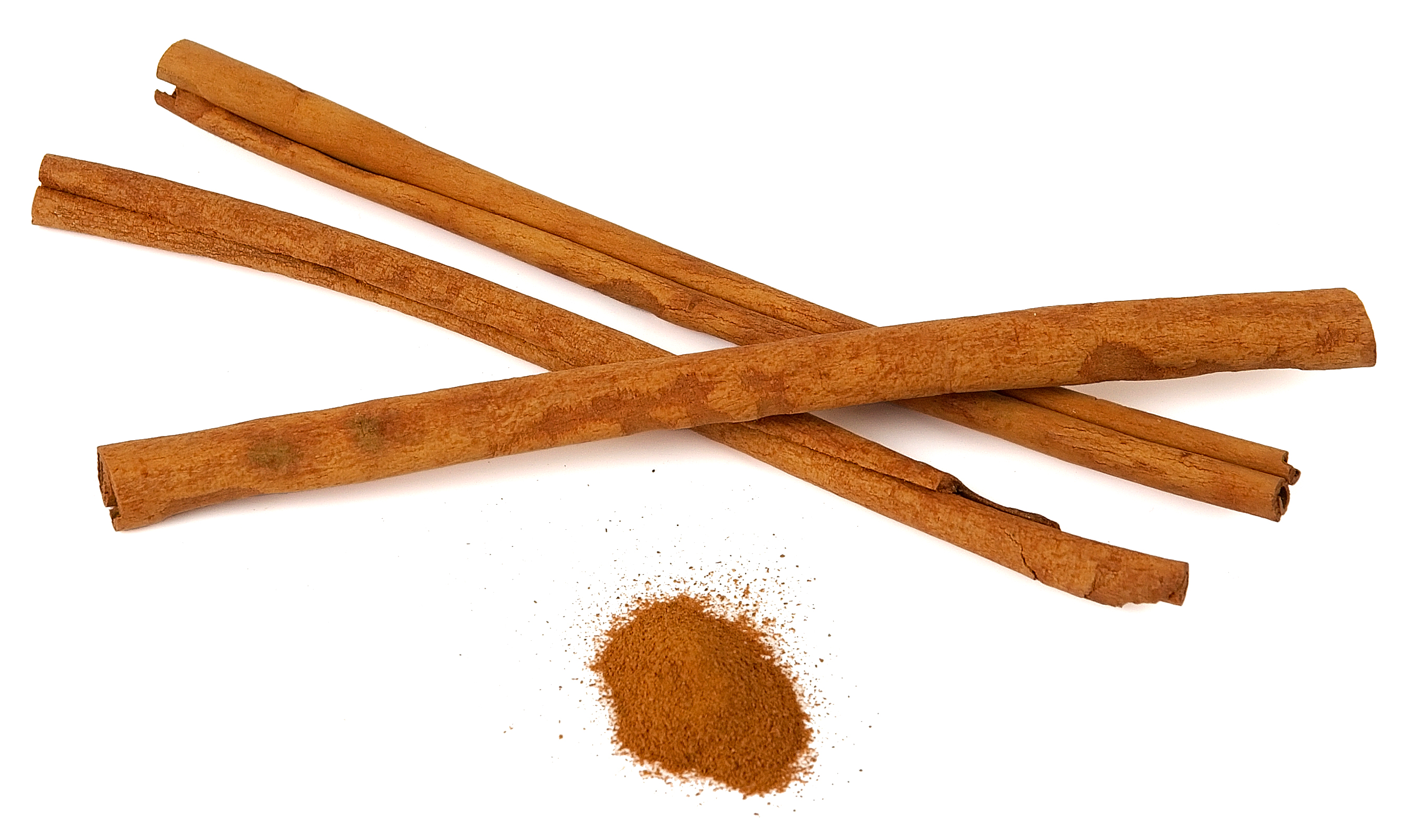
계피